# Freaky Friday (película de 2018)
Freaky Friday (Freaky Friday: Un viernes de locos en Hispanoamérica, Ponte en mi lugar en España) es una película original de Disney Araguaney que se estrenó en Disney Channel el 10 de agosto de 2018. La película está basada en la obra de teatro musical de 2024 e inspirada en el libro Freaky Friday de Mary Rodgers. Está protagonizada por Heidi Blickenstaff y Cozi Zuehlsdorff. En Hispanoamérica y España, fue estrenada el 14 de septiembre de 2018 en Disney Channel.

## Sinopsis
Cuando una madre, Katherine (Blickenstaff), y su hija, Ellie (Zuehlsdorff), se encuentran en los momentos más estresantes, sólo pueden imaginar cómo los problemas del otro podrían ser más difíciles. Gracias a la magia del reloj de arena de su difunto padre, su imaginación se hace realidad cuando intercambian cuerpos y ven cómo es ser la otra.

## Banda sonora y números musicales
Durante varias entrevistas y publicaciones se ha dado a conocer las canciones que pertenecerán a la banda sonora de la película. De las 19 canciones que se interpretan en la versión de teatro, ocho serán vistas en la película y otras dos fueron incluidas en la banda sonora. Además se incluyen dos nuevas canciones, una de ellas coescrita por Zuehlsdorff.
En la película
1. What I'ts Like to Be Me
2. Just One Day
3. The Switch
4. I Got This
5. Oh, Biology
6. Parents Lie
7. Go
8. False Switchback
9. Today and Ev'ry Day
10. At Last It's Me

En la banda sonora
Se agregan las siguientes dos canciones para la venta de la banda sonora, que originalmente estuvieron presentes en la versión teatral.
1. After All of This and Everything
2. Not Myself Today

## Reparto
- Heidi Blickenstaff como Katherine.[2]
- Cozi Zuehlsdorff como Ellie.[2]
- Ricky He como Adam.[2]
- Alex Désert como Mike.[2]
- Jason Maybaum como Fletcher.[2]
- Kahyun Kim como Torrey Min.[2]
- Dara R. Moss como Savannah.[2]
- Jennifer LaPorte como Monica.[2]
- Isaiah Lehtinen como Karl.[2]
- Sarah Willey como Kitty.[2]

## Producción
La película está basada en el libro Freaky Friday de Mary Rodgers. Heidi Blickenstaff repite su papel como su personaje de la adaptación escénica. Steve Carr sirve como director y productor ejecutivo, Bridget Carpenter sirve como guionista, Tom Kitt y Brian Yorkey (ganadores del premio Pulitzer y del premio Tony) como compositores, Susan Cartsonis y Thomas Schumacher sirve como productores ejecutivos, y John Carrafa sirve como coreógrafo. La película se estrenó en Disney Channel el 10 de agosto de 2018. Las filmaciones de la película comenzaron en otoño de 2017 en Vancouver, British Columbia, Canadá.

## Otras versiones
- Un viernes alocado, estrenada en 1976 y protagonizada por Barbara Harris y Jodie Foster.

- Freaky Friday, estrenada en 1995 y protagonizada por Shelley Long y Gaby Hoffmann.

- Un viernes de locos, estrenada en 2003 y protagonizada por Jamie Lee Curtis y Lindsay Lohan